# Andreas Weidinger
Andreas Weidinger (* 1970) ist ein deutscher Komponist für Filmmusik und Buchautor.

## Leben
Nach dem Abitur ging Weidinger nach Berlin, um Fagott, Musiktheorie und Politikwissenschaft an der Hochschule der Künste (jetzt UdK) zu studieren und begann, an ersten Filmmusikprojekten zu arbeiten. Anschließend studierte er an der Hochschule für Musik und Theater München Komposition für Film und Fernsehen. Seither komponierte er Musik für Filme sowie zeitgenössische Orchester- und Kammermusik.
Er arbeitete mit Künstlern wie dem Oboen-Virtuosen Stefan Schilli, dem chinesischen Multiinstrumentalisten Wu-Wei oder Mitgliedern des Symphonieorchesters des Bayerischen Rundfunks.
Zu seinen Arbeiten in den Jahren 2012/2013 gehören unter anderem die 3-D-Filme Shockwave, Darkside von Regisseur Jay Weisman und The Banshee Chapter von Regisseur Blair Erickson.
Er ist zudem Autor des Buches Filmmusik.
Für seine Filmmusik zum Kinofilm Schmetterlinge der Nacht erhielt er 2004 den Förderpreis der Franz-Grothe-Stiftung bei der 4. Internationalen Filmmusik Biennale Bonn.

## Filmografie (Auswahl)
- 1999: Das Klassenbuch
- 1999: Schmetterlinge der Nacht
- 1999–2001: Lilalu im Schepperland (Fernsehserie)
- 2005: Jetzt erst recht! (Fernsehserie)
- 2005: Der Bergpfarrer 2 – Heimweh nach Hohenau
- 2005: Floridaträume
- 2005: Ums Paradies betrogen
- 2006: Tollpension
- 2007: Ein verlockendes Angebot
- 2007: Tatort: Der Traum von der Au
- 2007: Eine stürmische Bescherung
- 2007: Barbara Wood: Sturmjahre
- 2007–2010: Unsere Farm in Irland
- 2008: Der Nikolaus im Haus
- 2008: Tischlein deck dich
- 2009: Ein Date fürs Leben
- 2009: Wohin mit Vater?
- 2009: Rumpelstilzchen
- 2009: Tatort: Höllenfahrt
- 2010: Racheengel – Ein eiskalter Plan
- 2010–2013: Inga Lindström (Teile) u. a. Mein falscher Verlobter, Sommer der Erinnerung, Prinzessin des Herzens
- 2011: Die Lehrerin
- 2012: Alles bestens
- 2012: The Banshee Chapter
- 2012: Mandy will ans Meer
- 2012: Kommissarin Lucas – Die sieben Gesichter der Furcht
- 2013: Shockwave Darkside
- 2013: Mord in den Dünen
- 2013: Willkommen auf dem Land
- 2013: Herzensbrecher – Vater von vier Söhnen (Fernsehserie)
- 2014: Ironclad 2 – Bis aufs Blut (Ironclad: Battle for Blood)
- 2014: Kommissarin Lucas – Der nette Herr Wong
- 2014: Kommissarin Lucas – Kettenreaktion
- 2016: Unser Traum von Kanada: Alles auf Anfang
- 2016: Unser Traum von Kanada: Sowas wie Familie
- 2016: Rosamunde Pilcher: Erdbeeren im Frühling
- ab 2016: Wolfsland (Fernsehreihe)
  - 2016: Tief im Wald
  - 2018:  Der steinerne Gast
  - 2018:  Irrlichter
  - 2019: Das heilige Grab
  - 2019: Heimsuchung
  - 2020: Kein Entkommen
  - 2020: Das Kind vom Finstertor
  - 2021:  Böses Blut
  - 2021:  Die traurigen Schwestern
  - 2022: Wolfsland – 20 Stunden
  - 2022:  Das dreckige Dutzend
  - 2023:  Das schwarze Herz
  - 2023: Tote schlafen schlecht
- 2017: Wilsberg: MünsterLeaks
- 2018: Inga Lindström: Das Geheimnis der Nordquists
- 2019: Rosamunde Pilcher: Morgens stürmisch, abends Liebe
- 2019: Rosamunde Pilcher: Raus in den Sturm
- 2019: Charlotte Link – Im Tal des Fuchses
- 2020: Die Wolf-Gäng
- 2020: Rosamunde Pilcher: Falsches Leben, wahre Liebe
- 2021: Breisgau – Bullenstall
- 2021: Charlotte Link – Die Suche
- 2022: Tatort: Des Teufels langer Atem
- 2022: Breisgau – Nehmen und Geben
- 2022: Lauchhammer – Tod in der Lausitz
- 2022: Stubbe – Von Fall zu Fall: Ausgeliefert
- 2022: Tatort: In seinen Augen
- 2022: Der Kaiser
- 2023: Wer füttert den Hasen?
- 2023: Rosamunde Pilcher: Schlagzeile Liebe
- 2023: Tatort: Der Mann, der in den Dschungel fiel
- 2024: Rosamunde Pilcher: Frückstück bei Tessa
- 2024: Rosamunde Pilcher: Verliebt in einen Butler
- 2025: Rosamunde Pilcher: Jahrestag
- 2025: Die Beste zum Schluss
- 2025: Erzgebirgskrimi – Wintermord
- 2025: Erzgebirgskrimi – Die letzte Note

## Veröffentlichungen (Auswahl)
- Filmmusik. 2007, UVK Verlag, www.uvk.de.